# Courcelles (Charente Marítim)
Courcelles és un municipi francès situat al departament del Charente Marítim i a la regió de la Nova Aquitània. L'any 2007 tenia 435 habitants.

## Demografia

### Població
El 2007 la població de fet de Courcelles era de 435 persones. Hi havia 192 famílies de les quals 48 eren unipersonals (24 homes vivint sols i 24 dones vivint soles), 80 parelles sense fills, 52 parelles amb fills i 12 famílies monoparentals amb fills.
La població ha evolucionat segons el següent gràfic:
Habitants censats

### Habitatges
El 2007 hi havia 229 habitatges, 195 eren l'habitatge principal de la família, 16 eren segones residències i 18 estaven desocupats. 227 eren cases i 2 eren apartaments. Dels 195 habitatges principals, 164 estaven ocupats pels seus propietaris, 26 estaven llogats i ocupats pels llogaters i 5 estaven cedits a títol gratuït; 3 tenien una cambra, 4 en tenien dues, 18 en tenien tres, 50 en tenien quatre i 120 en tenien cinc o més. 165 habitatges disposaven pel capbaix d'una plaça de pàrquing. A 75 habitatges hi havia un automòbil i a 107 n'hi havia dos o més.

### Piràmide de població
La piràmide de població per edats i sexe el 2009 era:
| Homes | Edats   | Dones |
| ----- | ------- | ----- |
| 0     | 95 o +  | 0     |
| 0     | 90 a 94 | 0     |
| 0     | 85 a 89 | 0     |
| 0     | 80 a 84 | 8     |
| 0     | 75 a 79 | 8     |
| 8     | 70 a 74 | 4     |
| 24    | 65 a 69 | 20    |
| 4     | 60 a 64 | 24    |
| 12    | 55 a 59 | 20    |
| 16    | 50 a 54 | 16    |
| 20    | 45 a 49 | 12    |
| 24    | 40 a 44 | 24    |
| 8     | 35 a 39 | 16    |
| 24    | 30 a 34 | 0     |
| 8     | 25 a 29 | 12    |
| 12    | 20 a 24 | 20    |
| 12    | 15 a 19 | 24    |
| 16    | 10 a 14 | 20    |
| 20    | 5 a 9   | 8     |
| 4     | 0 a 4   | 8     |

## Economia
El 2007 la població en edat de treballar era de 287 persones, 207 eren actives i 80 eren inactives. De les 207 persones actives 197 estaven ocupades (101 homes i 96 dones) i 10 estaven aturades (7 homes i 3 dones). De les 80 persones inactives 44 estaven jubilades, 16 estaven estudiant i 20 estaven classificades com a «altres inactius».

### Ingressos
El 2009 a Courcelles hi havia 190 unitats fiscals que integraven 442,5 persones, la mediana anual d'ingressos fiscals per persona era de 18.137 €.

### Activitats econòmiques
Dels 8 establiments que hi havia el 2007, 1 era d'una empresa alimentària, 2 d'empreses de fabricació d'altres productes industrials, 1 d'una empresa de construcció, 2 d'empreses de comerç i reparació d'automòbils, 1 d'una empresa d'hostatgeria i restauració i 1 d'una entitat de l'administració pública.
L'únic servei als particulars que hi havia el 2009 era un guixaire pintor.
L'any 2000 a Courcelles hi havia 11 explotacions agrícoles que ocupaven un total de 322 hectàrees.

## Poblacions més properes
El següent diagrama mostra les poblacions més properes.